# Études d'ingénieurs en Suisse
Il existe deux filières de formation des ingénieurs diplômésen Suisse :
- les écoles polytechniques fédérales (EPF) ou ETH (allemand)[2]
- les hautes écoles spécialisées ou HES.

Les deux filières se distinguent par leur enseignement: les écoles polytechniques se concentrent sur les sciences fondamentales et les hautes écoles spécialisées sur les sciences appliquées.

## École polytechnique
- L'École polytechnique fédérale de Lausanne (EPFL)
- L'École polytechnique fédérale de Zurich (ETHZ)

## Haute école spécialisée
- Les sections "technologie et ingénierie" des Hautes écoles spécialisées suisses.

## Accès
EPF (en allemand : ETH) :
- Maturité gymnasiale ou professionnelle technique
- Diplômes étrangers équivalents
- Maturité professionnelle  (après une année préparatoire)

HES :
- Maturité professionnelle technique
- Maturité gymnasiale (après année préparatoire, année de connaissances professionnelles)
- Diplôme de technicien ES
- Certificat fédéral de capacité (avec examen d'entrée)
- Diplômes étrangers équivalents

## Diplômes
En Suisse, le titre d'ingénieur est obtenu à partir du Bachelor of Sciences⁴ pour les HES, soit 3 années après la maturité (bac+3) contrairement à beaucoup de pays comme la France qui décernent le titre d'ingénieur seulement après un Master of sciences⁴ (bac+5). Dans les cas d'un diplôme d'une EPF, le titre est obtenu à partir du Master of Sciences, soit 4.5 à 5 années après la maturité (bac+5).
Ceci est dû, pour les HES, au fait que l'entrée en école d'ingénieurs est réservée aux porteurs d'une maturité professionnelle technique qui possèdent déjà un bagage de connaissances techniques et d'expériences en entreprise. Il est néanmoins possible pour les porteurs d'une maturité gymnasiale (bac général) d'y accéder en effectuant une année préparatoire de cours techniques (systèmes logiques ou électronique numérique, électrotechnique, CAO, matériaux, etc.).
Pour les écoles polytechniques, qui acceptent la maturité gymnasiale, la cadence des cours compense le manque de connaissances techniques. En effet, ces écoles sont réputées pour avoir un très haut niveau et donc des cours intenses et difficiles qui font leur réputation. Une année préparatoire facultative de cours de mathématiques spéciale (CMS) a été créée à l'EPFL dans le but d'améliorer les chances de réussite des élèves (80 % de réussite pour les élèves ayant suivi le CMS contre seulement 40 % de réussite pour les autres).
Les détenteurs du Bachelor of Sciences HES ou EPF peuvent ensuite suivre une formation post-grade (1 jour/sem pendant un an) ou effectuer un Master of Sciences dans un domaine encore plus pointu (plein temps pendant 1,5 à 2 ans).
Les spécialités les plus reconnues au niveau mondial enseignées en Suisse sont :
- la microtechnique (notamment horlogère et électronique) ;
- la biochimie ;
- la pharmaceutique ;
- l'informatique ;
- les matériaux ;
- l'énergétique ;
- le génie civil.

## Sources et liens externes
- Site des Hautes-écoles spécialisées de Suisse occidentale
- Site de l'École polytechnique fédérale de Lausanne
- Site de Office fédéral de formation professionnelle et de la technologie